# Climat de Paris
Le climat de Paris est de type océanique : l'influence océanique est bien plus importante que l'influence continentale et se traduit en 1981-2010 par des étés (1er juin au 31 août) assez chauds (19,7 °C en moyenne), des hivers (1er décembre au 28 février) doux (5,4 °C en moyenne) avec des pluies fréquentes en toute saison et un temps changeant mais avec des pluies plus faibles (637,4 millimètres) que sur les côtes et quelques pointes de températures (influence continentale) au cœur de l'hiver ou de l'été. Le développement de l'urbanisation et l'impact du réchauffement climatique modifie les conditions climatique en ville. Ces impacts provoquent une croissance de la température[réf. nécessaire] ainsi qu'une baisse du nombre de jours de brouillard[réf. nécessaire], cependant lorsque la température dépasse les 30 °C le taux d'humidité et le point de rosée assez bas rendent la chaleur supportable[Interprétation personnelle ?].

## Description

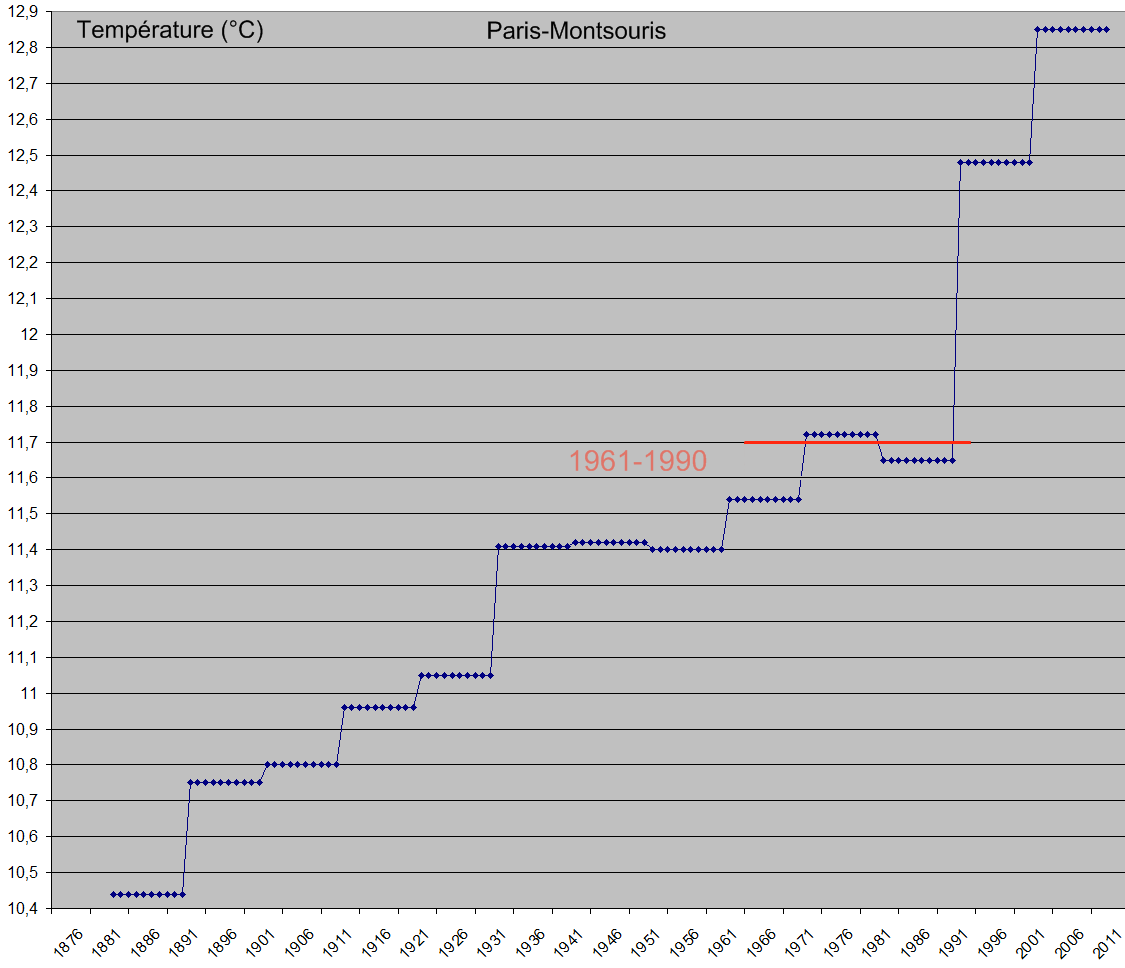
Température moyenne par décennie à Paris-Montsouris de 1879 à 2008, accélération du réchauffement à partir de 1990.

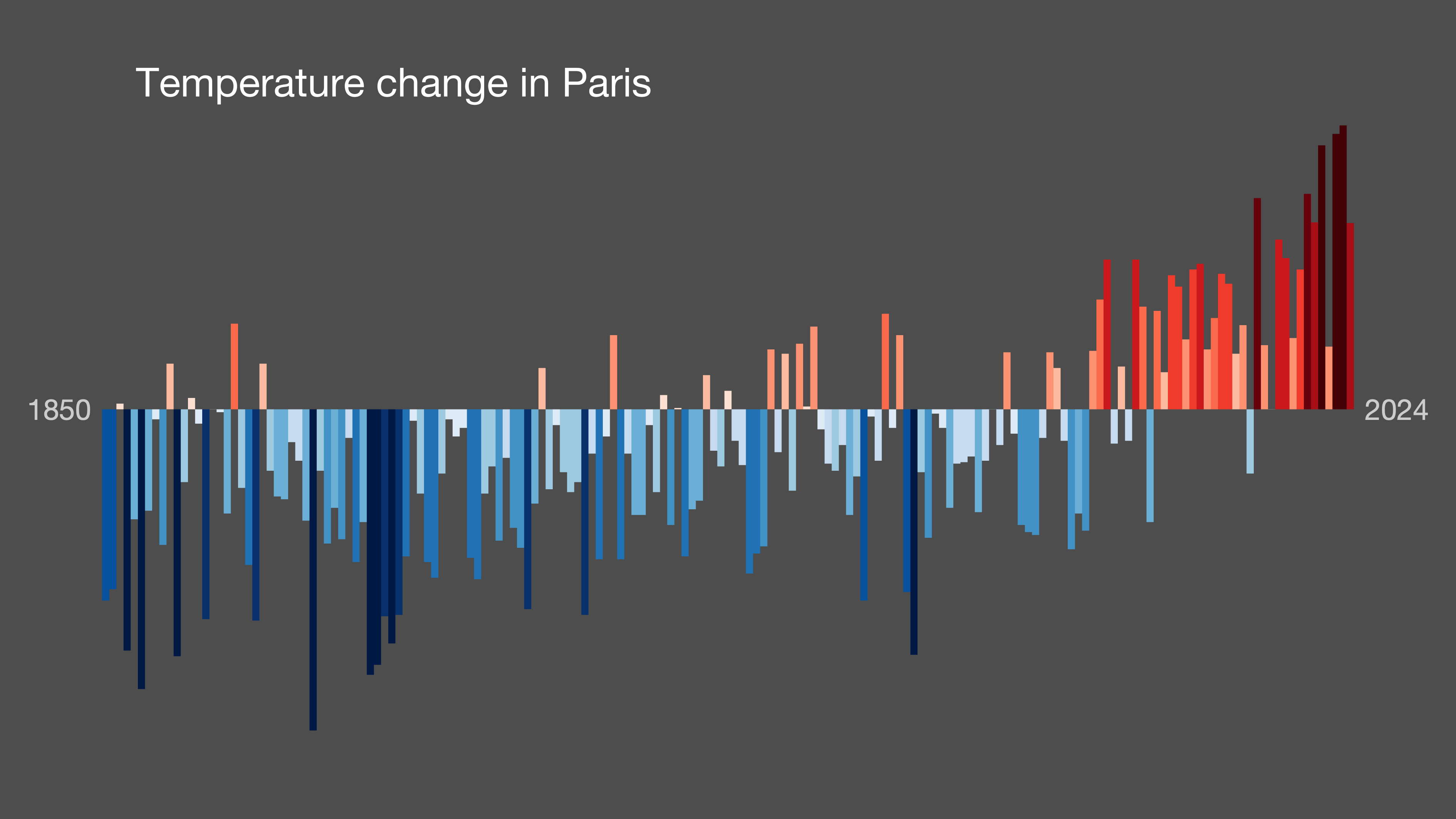
Temperature change in Paris from 1850 to 2024 from the Berkeley earth dataset

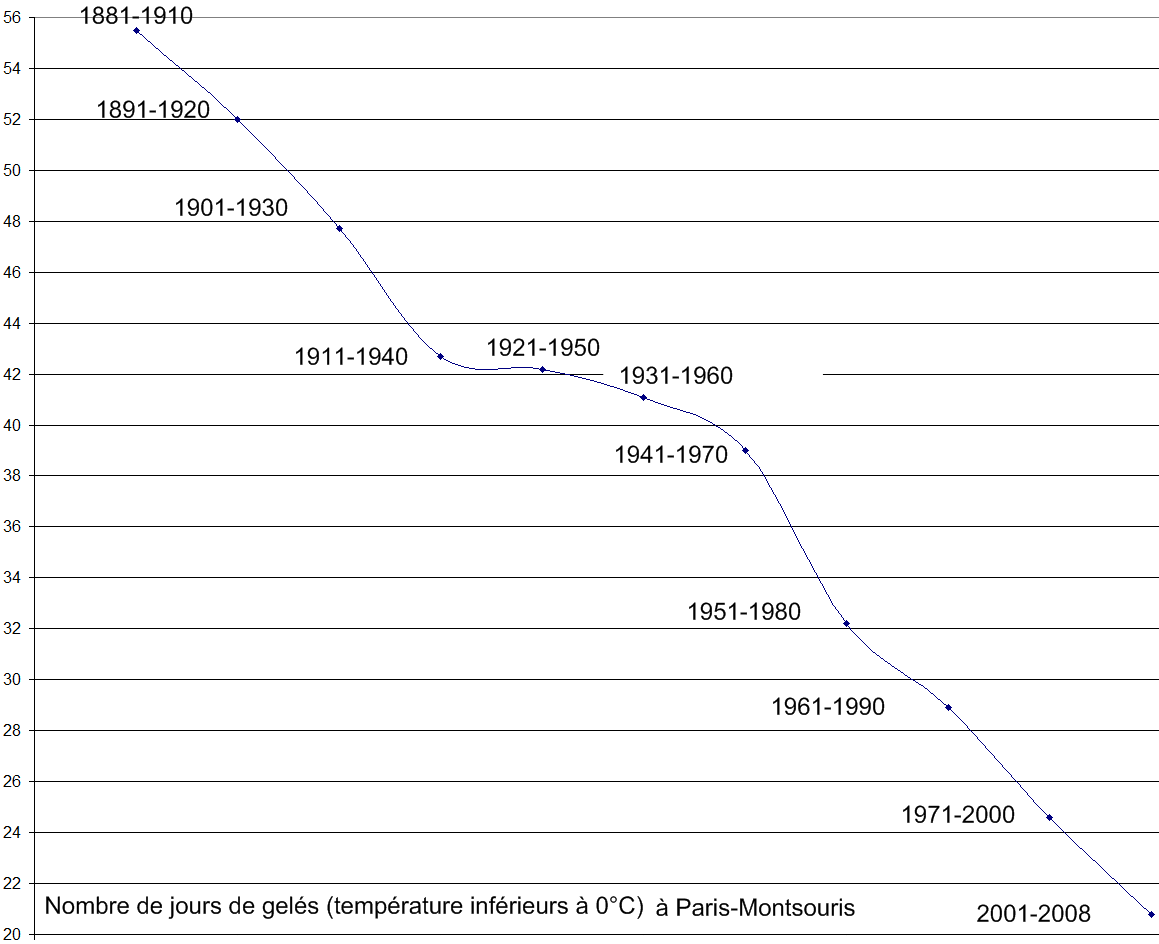
Au parc Paris-Montsouris, sur la période 1881 - 1910 il a gelé en moyenne 56 jours par an. Pour 1971 - 2000, il a gelé en moyenne 25 jours par an.

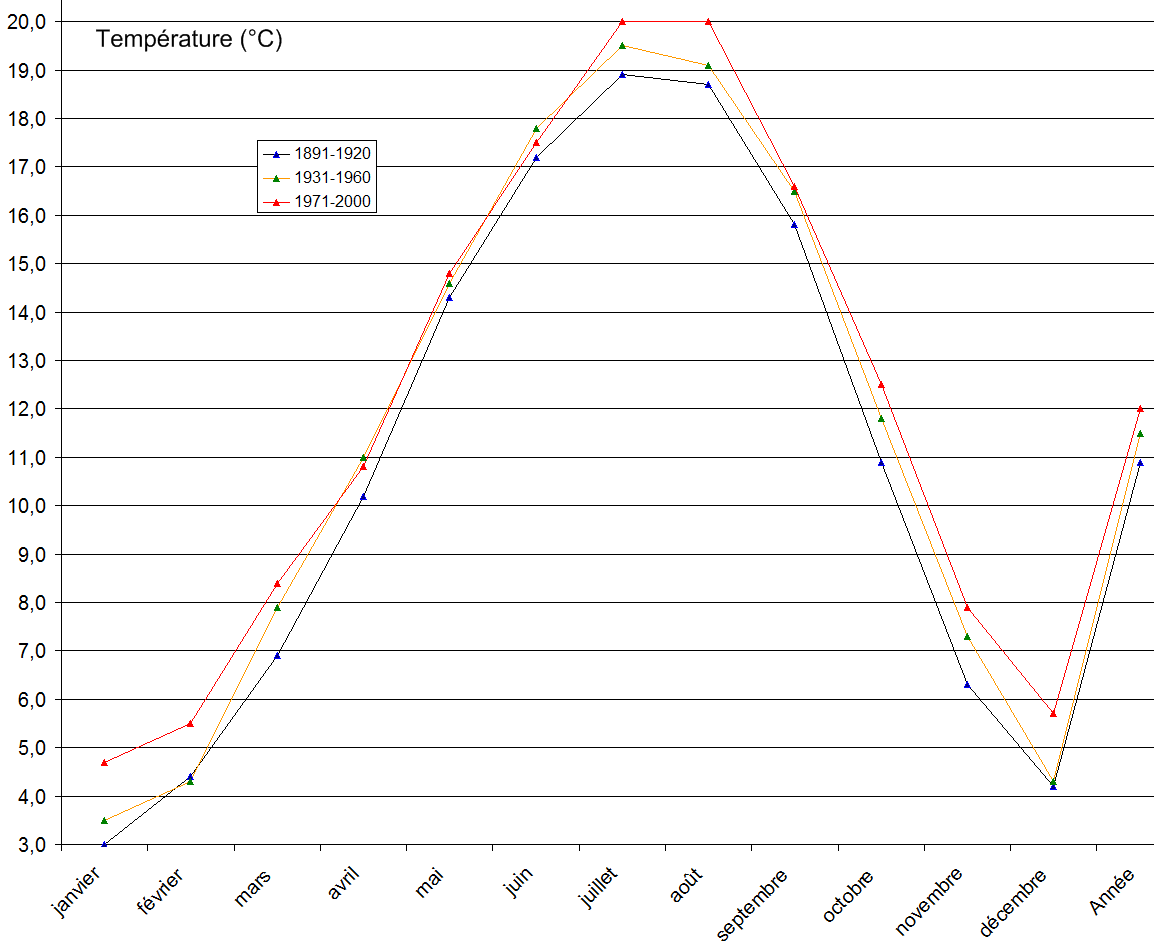
Températures moyennes mensuelles à Paris-Montsouris de 1891 à 2000, mise en évidence du réchauffement.

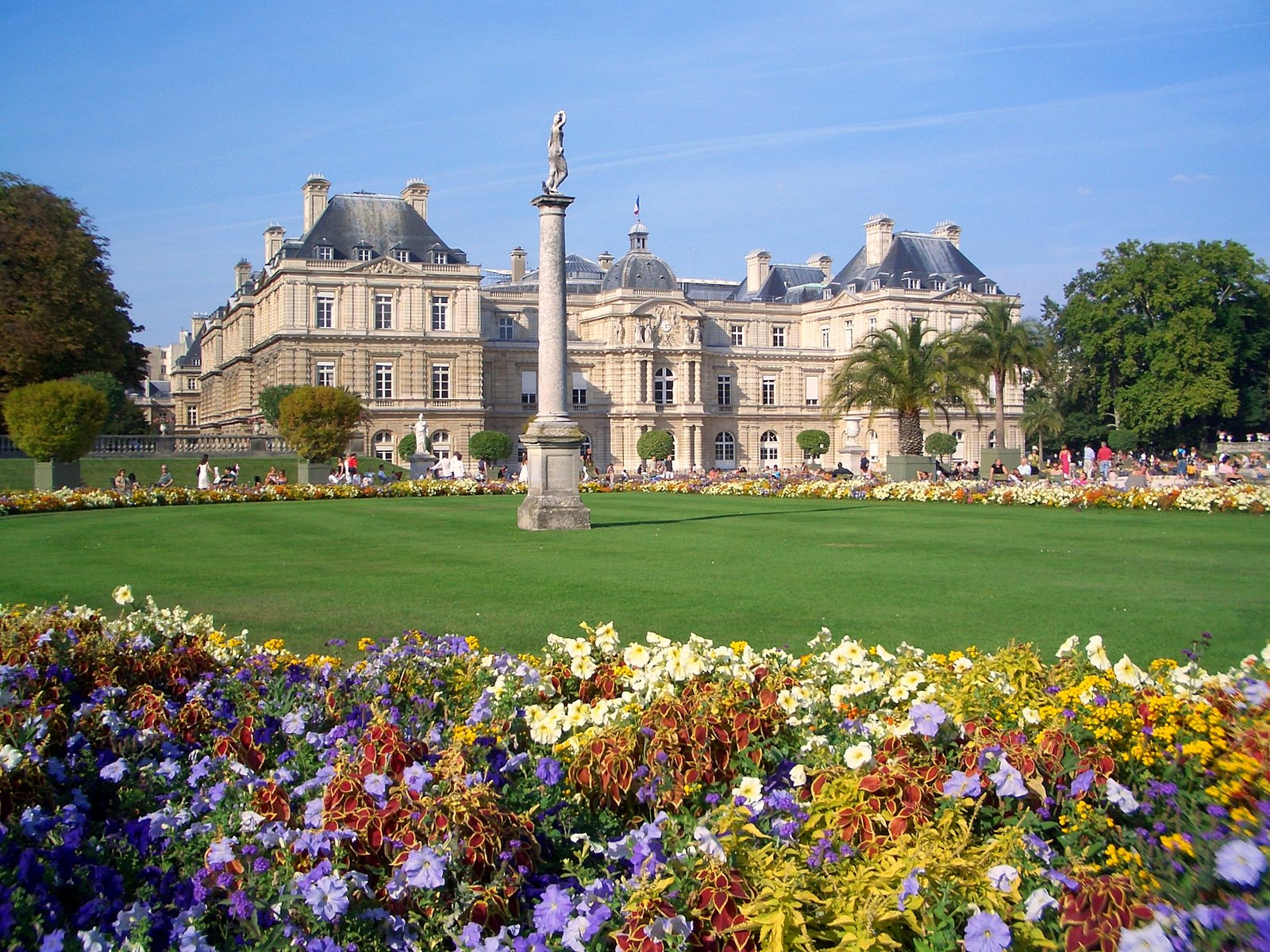
Jardin du Luxembourg en été

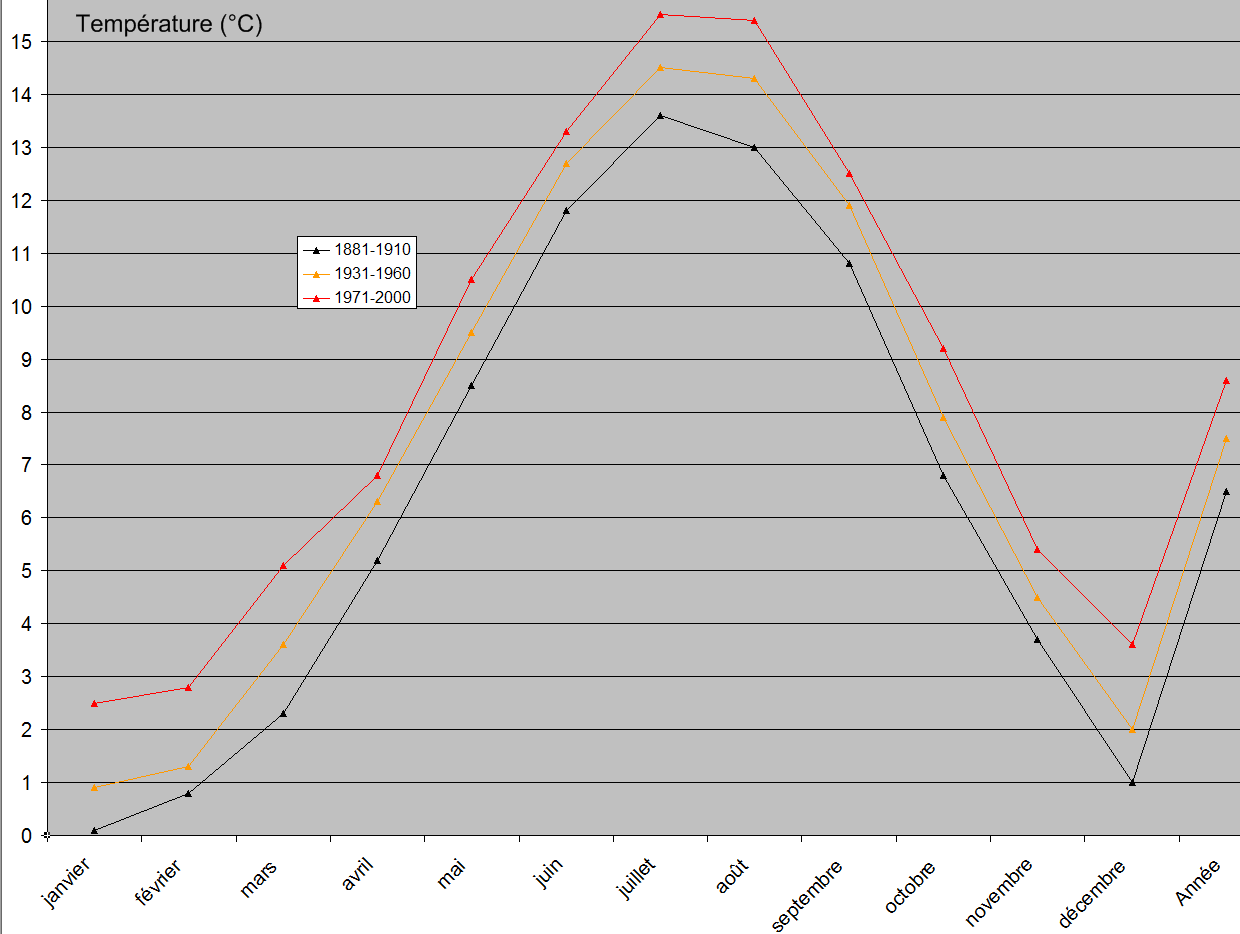
Température minimales à Paris-Montsouris de 1881 à 2000.

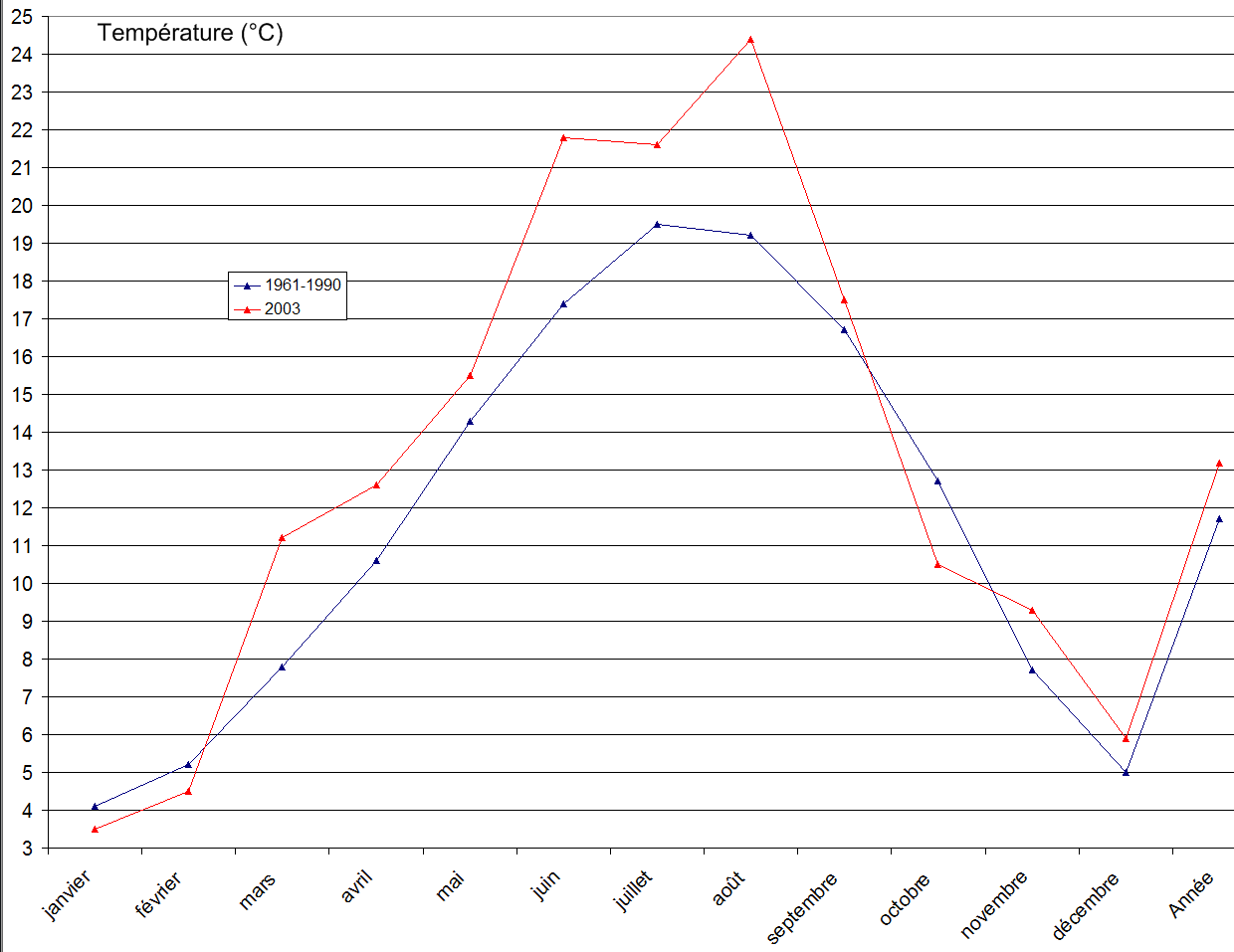
Températures moyennes mensuelles à Paris-Montsouris en 2003 (la plus chaude année entre 1750 au 27 janvier 2009) par rapport à 1961-1990.

Ce climat est qualifié d’océanique pour ces écarts annuels de températures plus prononcés et ces précipitations moindres par rapport à la bordure littorale dont le climat est parfois qualifié d'hyperocéanique (amplitude thermique annuelle inférieure à 11 °C). Il est assez homogène sur la région mais modifié par la présence de la chaleur urbaine à Paris pour les températures minimales qui sont ainsi adoucies (+2 °C en moyenne annuelle par rapport aux zones forestières). Les précipitations régulières et homogènes sont toutefois en moyenne plus importantes de la Brie à la Plaine de France et dans le Vexin Français que sur la majorité du reste de la région.
L'ensoleillement est de 1689.6 h par an ce qui est relativement faible (1 595 heures dans les monts d'Arrée, 2 917 heures à Toulon), la ville étant connue pour son ciel laiteux et souvent voilé, conséquence directe des influences maritimes. Le nombre de jours de brouillard est faible : en moyenne il y en a treize jours par an, en net recul depuis un siècle. Le vent, généralement modéré (cinquante jours avec des rafales supérieures à 50 km/h), est majoritairement de secteur ouest/sud-ouest. Le 26 décembre 1999 durant la première grande tempête qui a balayé l'Europe, des rafales de 169 km/h ont été enregistrées à la station de Paris-Montsouris. Elles ont dépassé 220 km/h au sommet de la Tour Eiffel et constituent le record absolu de vitesse instantanée depuis les premières mesures météorologiques en 1873.
Les 637,4 millimètres de précipitations se répartissent de manière très égale durant l'année puisque les valeurs extrêmes sont de 41,2 millimètres en février et de 63,2 millimètres en mai. Paris connaît en moyenne 
111,1 jours de pluie par an, mais si celles-ci sont fréquentes, elles sont en revanche peu soutenues. Les orages se produisent environ 18 jours par an en moyenne, pour l'essentiel de mai à août. Les chutes de neige sont de 12 jours par an en moyenne ; la neige tient rarement plus d'une journée dans Paris intra-muros. Depuis le début des relevés au Parc Montsouris, l'année la plus sèche a été 1921 avec 271,4 millimètres et la plus arrosée 2024 avec plus de 900,9 millimètres. La température dépasse 25 °C 50,04 jours par an en moyenne ; 11,4 jours par an, elle est supérieure à 30 °C. Conséquence de l'urbanisation importante de l'agglomération, la température dans Paris peut être de 4 °C plus élevée que dans les banlieues les plus lointaines durant la nuit et au lever du soleil.
Voici la localisation de 15 autres stations en 2013 :
- 6e Jardin du Luxembourg 46 mètres 48° 50′ 49,0″ N 2° 20′ 08,8″ E
- 7e Tour Eiffel 319 mètres 48° 51′ 29.8″ N 2° 17′ 40,2″ E décembre 1996
- 10e Lariboisière 58 mètres 48° 52′ 58,2″ N 2° 21′ 10,8″ E
- 12e Île de Bercy 50 mètres 48° 49′ 57,2″ N 2° 24′ 39,8″ E
- 12e arrondissement 54 mètres
- 12e arrondissement Saint-Antoine 36 mètres
- 13e arrondissement Salpêtrière 34 mètres
- 15e arrondissement Vaugirard 57 mètres
- 15e Pompidou 32 mètres
- 16e Bagatelle 36 mètres
- 16e hippodrome de Longchamp à 27 mètres. Elle est ouverte le 1er mars 2007, à 48,854773, 2,233761[2].
- 17e Batignolles à 45 mètres
- 19e Buttes Chaumont à 97 mètres
- 20e Tenon 94 mètres
- 20e Parc de Belleville à 80 mètres 48° 52′ 16,8″ N 2° 23′ 05,8″ E août 1994

## Événements particuliers

### Année sans été
Après l'éruption du Tambora en 1815, l'année 1816 est dite l'année sans été dans la plupart des contrées du monde. Les tableaux météorologiques de l'Observatoire de Paris font état de 25 jours de ciel couvert ou très nuageux pour seulement 5 jours de beau temps en juin, 10 jours de pluie, 18 jours de ciel couvert ou très nuageux et 3 jours de beau temps en juillet, 6 jours de pluie, 20 jours ciel couvert ou très nuageux et 5 jours de beau temps en août. Les mauvaises récoltes provoquent des pénuries graves.

### Tornade de 1896
Le 10 septembre 1896, une tornade d'une largeur d'environ 300 mètres se forme à 14 h 40 au jardin du Luxembourg et traverse Paris sur 6 kilomètres en direction de la Villette avec des rafales atteignant 220 km/h. Les vents causent des accidents à l'origine de 5 décès et de 70 blessés. Ce phénomène météorologique alors mal connu provoque la stupeur des Parisiens.

### Canicules
Paris connaît plusieurs vagues de chaleur comme les étés 1636, 1705 et 1718/1719 (700 000 morts dans le royaume de France dont 450 000 en 1719), 1747, 1779, tout comme en 1911, en 1947, en 1976 et 2003. Ces épisodes extrêmes causent souvent de nombreuses victimes à Paris ou dans le pays, soit par le choc thermique soit par les disettes provoquées par les sécheresses. En 2019, la capitale française bat son record absolu de chaleur avec 42,6 °C (enregistré le jeudi 25 juillet à 16 h 32 par Météo-France).
En raison du réchauffement climatique, le climat de Paris à la fin du XXIe siècle sera plus chaud. Le nombre de journées estivales par an (température maximale supérieure à 25° C) devrait augmenter de 10 à 60 jours (pour une moyenne annuelle de 49 jours aujourd’hui). Les canicules sont appelées à devenir plus fréquentes, plus intenses et plus longues, et les hivers plus doux et arrosés,. Le nombre de jours très chauds (température maximale supérieure à 30 °C) atteindrait 10 à 45 jours par an à la fin du siècle, contre 10 jours en moyenne au début du siècle. Alors que la période de retour des canicules en région parisienne était d'environ 9 ans entre 1960 et 1989, une ou deux canicules sont à prévoir chaque année entre 2070 et 2099. La durée des vagues de chaleur augmentera également, passant de 5 à 8 jours (écart interquartile) en 1960-1989 à 6-12 jours à la fin du XXIe siècle. Des vagues de chaleur avec des durées exceptionnelles (par exemple 5 semaines) sont attendues à la fin du XXIe siècle. Un été comme celui de 2003, soit le plus chaud jamais observé à Paris avec une température moyenne de 22,6 °C, deviendrait fréquent à la fin du siècle et pour les scénarios les plus pessimistes (sans politique climatique visant à faire baisser ou stabiliser les émissions de gaz à effet de serre).

## Données climatologiques depuis 1873 au parc de Paris-Montsouris
Paris-Montsouris a un climat de type Cfb (océanique) avec comme record de chaleur 42,6 °C le 25 juillet 2019. La deuxième plus forte chaleur est enregistrée à 40,5 °C le 18 juillet 2022. La troisième plus forte chaleur à Paris est relevée le 28 juillet 1947 avec 40,4 °C, soit plus que la maximale de la canicule de 2003 (39,5 °C). Le record de froid est relevé le 10 décembre 1879 à −23,9 °C. La température moyenne annuelle 1981-2010 est de 12,4 °C. La température maximale de la journée la plus froide est le 20 décembre 1939 avec −10,5 °C.
| Mois | jan. | fév. | mars | avril | mai | juin | jui. | août | sep. | oct. | nov. | déc. |
| ---- | ---- | ---- | ---- | ----- | --- | ---- | ---- | ---- | ---- | ---- | ---- | ---- |

| Mois | jan. | fév. | mars | avril | mai | juin | jui. | août | sep. | oct. | nov. | déc. |
| ---- | ---- | ---- | ---- | ----- | --- | ---- | ---- | ---- | ---- | ---- | ---- | ---- |

| Mois | jan. | fév. | mars | avril | mai | juin | jui. | août | sep. | oct. | nov. | déc. |
| ---- | ---- | ---- | ---- | ----- | --- | ---- | ---- | ---- | ---- | ---- | ---- | ---- |

## Température de différentes stations 1981-2010 : chaleur urbaine
Localisation des stations proche de Paris :
- Pontoise 49° 05′ 35,3″ N 2° 02′ 13,5″ E, 87 mètres
- Roissy-en-France 49° 00′ 36,4″ N 2° 33′ 50,5″ E, 108 mètres
- Trappes 48° 46′ 23,4″ N 2° 00′ 34,2″ E, 167 mètres
- Melun 48° 36′ 51,5″ N 2° 40′ 25,5″ E, 93 mètres

| Mois | jan. | fév. | mars | avril | mai | juin | jui. | août | sep. | oct. | nov. | déc. |
| ---- | ---- | ---- | ---- | ----- | --- | ---- | ---- | ---- | ---- | ---- | ---- | ---- |

### Différences extrêmes de températures : îlot de chaleur urbain
Les températures à 5 h le 17 avril 2014 (vent faible, nuit sans nuage et le 16 avril sans nuage, c'est-à-dire conditions anticycloniques) :
- Paris-Saint-Germain 10,6 °C (+11,6 °C)
- Beauvais −1 °C
- Paris-Montsouris 7,8 °C (+8,8 °C)
- Villacoublay 7,2 °C (+8,2 °C)
- Roissy 6,9 °C (+7,9 °C)
- Neuilly-sur-Marne 6,7 °C (+7,7 °C)
- Orly 5,4 °C (+6,4 °C)
- Le Bourget 5,2 °C (+6,2 °C)
- Sainte-Geneviève-des-Bois 4,7 °C (+5,7 °C)
- Trappes 4,7 °C (+5,7 °C)
- Toussus-le-Noble 4,1 °C (+5,1 °C)
- Rouen 3,1 °C (+4,1 °C)
- Melun 3 °C (+4 °C)
- Pontoise 2,3 °C (+3,3 °C)
- Évreux 2,3 °C (+3,3 °C)
- Verneuil 2,1 °C (+3,1 °C)
- Creil 2,1 °C (+3,1 °C)
- Chartres 1,9 °C (+2,9 °C)

## Records

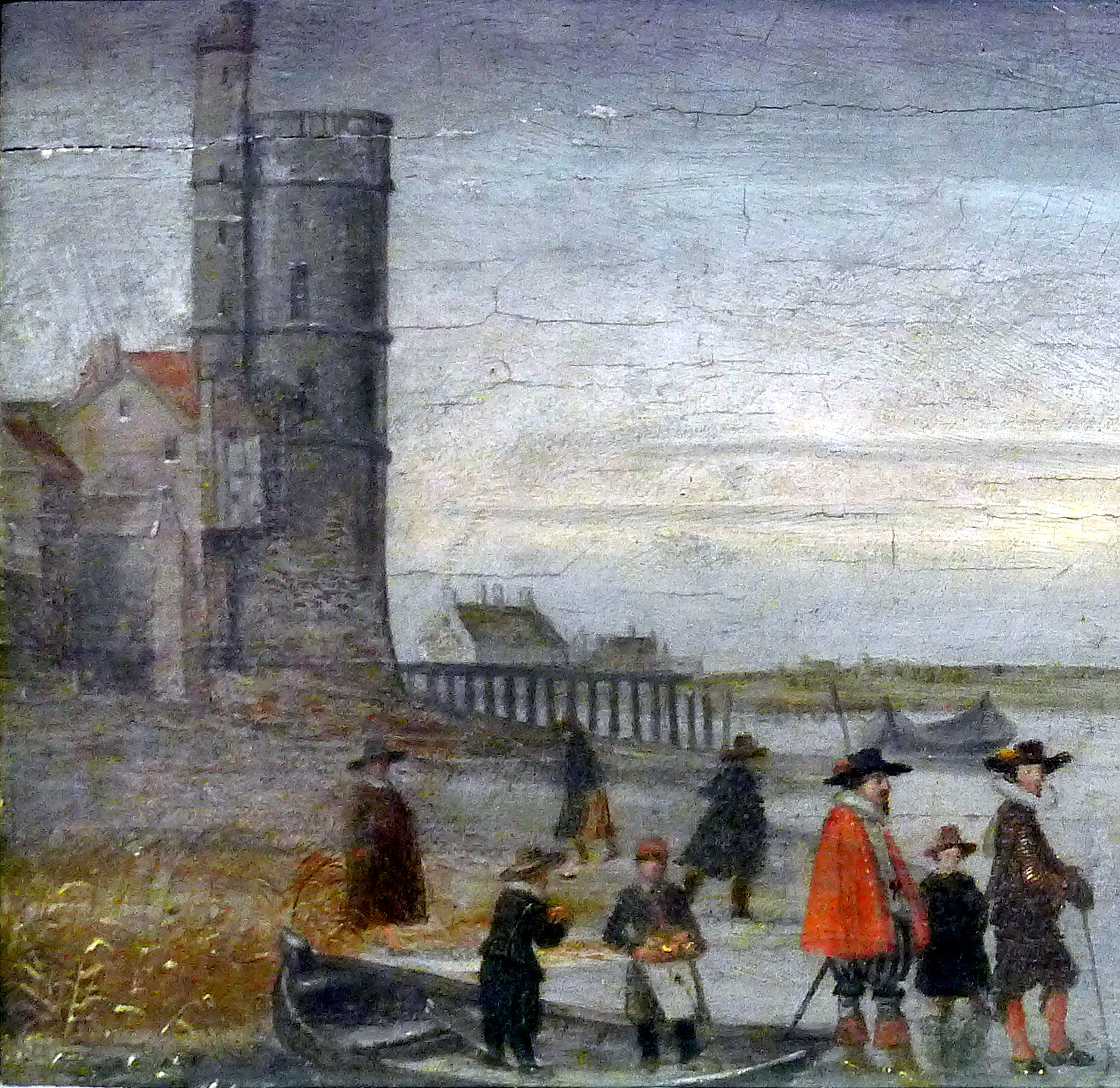
L'hiver 1607-1608 est extrêmement froid : les Parisiens patinent sur la Seine.

Le nombre de jours consécutifs sans gel a été battu. Il n'a pas gelé entre le 13 décembre 2013 (−1,4 °C) et le 28 décembre 2014, soit pendant 380 jours consécutifs. Le précédent record de l'arrivée la plus tardive d'un jour de gel après le 1er janvier est la nuit du 3 au 4 novembre 1988 (0 °C). Le nombre de jours de gel en moyenne par an sur la période 1931-1960 est 41.
L'hiver 2013-2014 est le premier sans neige. La neige fait son apparition en moyenne (1981-2010) le 26 décembre.
Le record de précipitation tous mois confondus du cumul horaire a été battu le 9 juillet 2017 avec 49,2 mm tombés (entre 21 heures et 22 heures). Le précédent record remontait au 2 juillet 1995 avec 47,4 mm.